# Михајло III Цариградски
Михаило III Цариградски (грч. Μιχαήλ; умро марта 1178) био је васељенски патријарх Цариграда од јануара 1170. до марта 1178.
Михаила је за патријарха именовао византијски цар Манојло I Комнин, што је кулминација његове веома угледне интелектуалне и административне каријере. Пре него што је постао патријарх, Михаило III је обављао низ важних црквено-административних функција, укључујући referendarios, epi tou sakelliou и protekdikos, од којих је последњи био задужен за трибунал који је решавао захтеве за азил унутар Велике Цркве. Најважније од његових именовања пре него што је примио патријаршки престо била је функција hypatos ton philosophon (ὕπατος τῶν φιλοσόφων, „главни међу филозофима“), титула која је дата декану царског универзитета у Цариграду у XI–XIV веку. У овој улози осудио је неоплатонистичке филозофе и подстицао проучавање Аристотеловог рада о природним наукама као противотрова. Као патријарх, Михајло III је наставио да се бави теолошким питањем односа између Сина и Оца у Светој Тројици. Питање је настало због објашњења које је извесни Димитрије из Лампија (у Фригији) дао изразу из Јеванђеља по Јовану «ὁ Πατήρ μου μείζων μου ἐστίν», што значи да је мој Отац већи од мене (Јован, XIV.29). Михајло III је деловао као главни царев портпарол по овом питању. Михајло III је такође наредио да Теодор Валсамон, патријарх Антиохије, познат као „Схолија“ (грчки: Σχόλια) (око 1170) преиспита источноправославне црквене и царске законе и декрете.
Патријархат Михајла III обележили су покушаји цара Манојла I да склопи унију са Католичком црквом. Настављајући дугогодишњу папску политику, папа Александар III захтевао је признање њиховог верског ауторитета над свим хришћанима свуда и желео је да достигну супериорност над византијским царем; нису били нимало спремни да падну у стање зависности од једног цара до другог. Манојло I, с друге стране, желео је званично признање његовог световног ауторитета и над Истоком и над Западом. Такве услове ниједна страна није прихватила. Сабор је одржан у Цариграду 1170. године, ради уније, али није успео да постигне ту сврху. Одлуку сабора описао је Макарије Анкирски, митрополија Анкирска: „И када су, након што су много рекли и чули, случајно су се изјаснили да не чине никакве уступке, већ су инсистирали да им сви безрезервно попусте и усвоје њихове обичаје, пошто је свака нада изгубљена, цар, сабор и цео сенат гласали су за потпуно одвајање од папе и оних који су мислили са њим, и све то предали суду Божјем. Међутим, није се сматрало прикладним предати их, велику и угледну нацију каква јесу, формалној анатеми, као и друге јереси, чак и док се одричу јединства и заједништва са њима“.
Чак и да је прозападни цар попут Манојла I пристао на то, грчки грађани Царства би одмах одбацили сваку унију ове врсте, као што су учинили скоро три стотине година касније када су се православна и католичка црква накратко ујединиле под папом. У постојећој преписци, Михајло III износи дубоко учтив, али непоколебљив став о ауторитету своје Цркве. Преписка такође показује добар радни однос са царем.
Сачувана је нека од преписки Михајла III са Манојлом I, као и његов инаугурациони говор као хипота. Други документи, укључујући преписку са папом Александром III, приписују се њему, мада су вероватније каснија апокрифна дела из 13. века. Михајло III такође може бити почасно заслужан за покровитељство младог Михаила Хонијата, који је саставио хвалоспев у његову част, који још увек постоји.